# Rosa Salazar

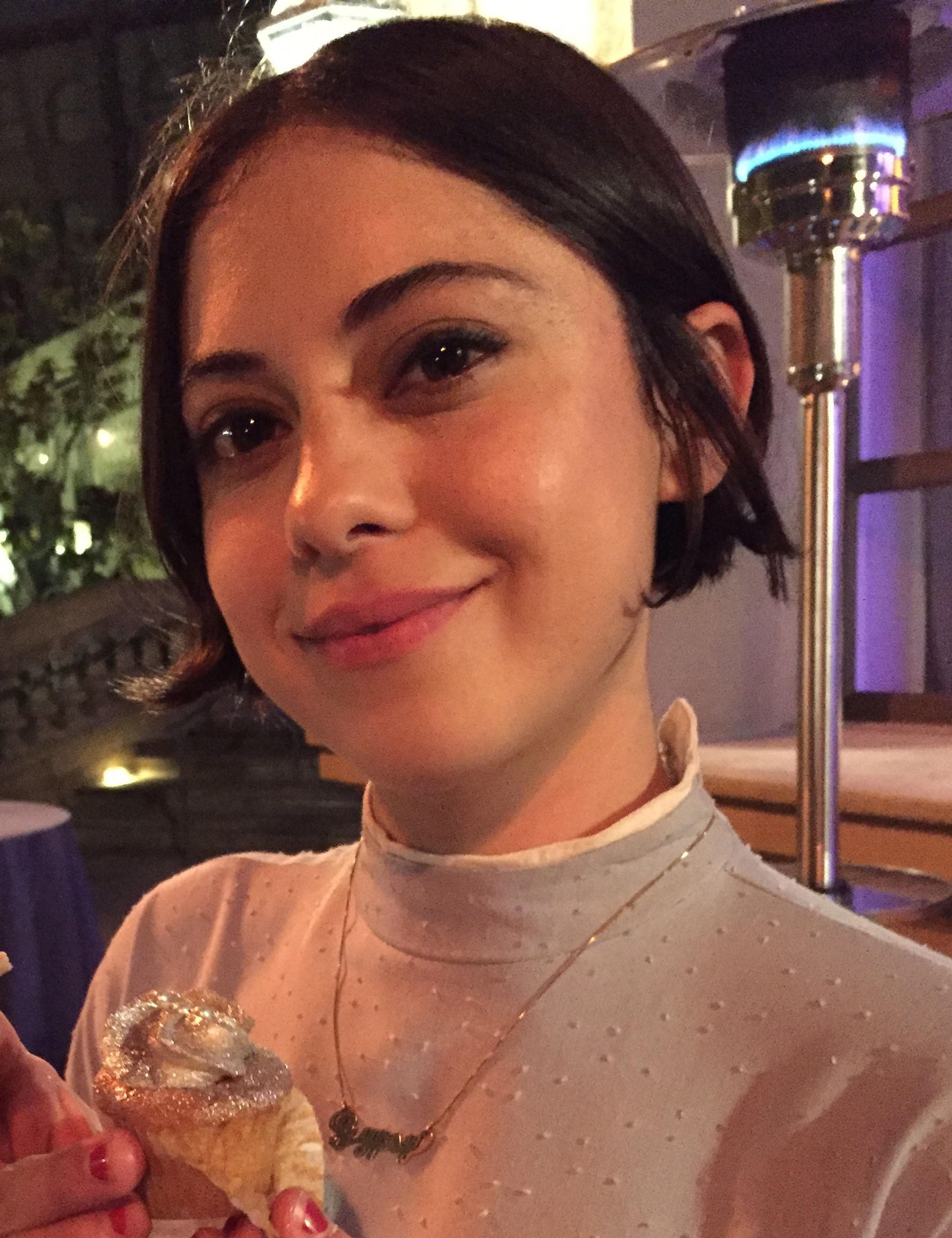
Salazar im Jahr 2016

Bianca Rosa Salazar (* 16. Juli 1985 in British Columbia) ist eine kanadisch-US-amerikanische Schauspielerin.

## Leben und Karriere
Rosa Salazar wurde in Kanada geboren. Ihre Mutter ist Frankokanadierin, ihr Vater stammt aus Peru. Salazar zog mit ihrer Familie in die Vereinigten Staaten, wo sie ihre Jugend in Greenbelt im US-Bundesstaat Maryland verbrachte. Als junge Frau zog sie wegen ihres Schauspieljobs in der Sketch-Show CollegeHumor nach New York. Seit 2009 lebt sie in Los Angeles.
Ihre Karriere begann Salazar 2010 in einer der Episoden von Old Friends. Danach folgte 2011 ein Gastauftritt in Law & Order: LA sowie eine Nebenrolle in der ersten Staffel von American Horror Story. Bekannt wurde Rosa Salazar durch die Rolle der Zoe DeHaven in der NBC-Fernsehserie Parenthood. In der Dramedy war sie von 2011 bis 2012 in einer Nebenrolle zu sehen. Anschließend absolvierte sie einige Gastrollen in verschiedenen Fernsehserien.
2014 erhielt sie Rollen in den Science-Fiction-Filmen Die Bestimmung – Insurgent und Maze Runner – Die Auserwählten in der Brandwüste, die jeweils auf erfolgreichen Romanen basieren. Die beiden Filme wurden im Frühjahr und Herbst 2015 veröffentlicht. Im Dezember 2018 erschien beim Streaming-Dienst Netflix der Film Bird Box – Schließe deine Augen, in dem sie neben Sandra Bullock und John Malkovich eine Nebenrolle spielt. Im Februar 2019 erschien der Film Alita: Battle Angel, in dem sie die Hauptfigur verkörpert.
Ende Juni 2023 wurde Salazar ein Mitglied der Academy of Motion Picture Arts and Sciences.

## Filmografie (Auswahl)
- 2010: Old Friends (Fernsehserie, Episode 2x04)
- 2011: Law & Order: LA (Fernsehserie, Episode 1x09)
- 2011: American Horror Story (Fernsehserie, 4 Episoden)
- 2011–2012: Parenthood (Fernsehserie, 13 Episoden)
- 2012: Stevie TV (Fernsehserie)
- 2012: Ben and Kate (Fernsehserie, Episode 1x04)
- 2012: Body of Proof (Fernsehserie, Episode 3x05)
- 2012: Epic – Verborgenes Königreich (Epic, Synchronsprecher)
- 2013: Batman: Arkham Origins (Videospiel, Synchronsprecher)
- 2013: Hello Ladies (Fernsehserie, Episode 1x05)
- 2015: Die Bestimmung – Insurgent (The Divergent Series: Insurgent)
- 2015: Maze Runner – Die Auserwählten in der Brandwüste (Maze Runner: The Scorch Trials)
- 2015: Night Owls
- 2016: Submerged
- 2016: Man Seeking Woman (Fernsehserie, 6 Episoden)
- 2017: CHiPs
- 2017–2019: Big Mouth (Fernsehserie, Sprechrolle, 8 Episoden)
- 2018: Maze Runner – Die Auserwählten in der Todeszone (Maze Runner: The Death Cure)
- 2018: The Kindergarten Teacher
- 2018: Bird Box – Schließe deine Augen (Bird Box)
- 2019: Alita: Battle Angel
- 2019–2022: Undone (Fernsehserie)
- 2019: Star Trek: Short Treks (Fernsehserie, Episode 2x02)
- 2020: No Future
- 2020: Pink Skies Ahead
- 2021: Marcel the Shell with Shoes On
- 2021: B Positive (Fernsehserie, 4 Episoden)
- 2021: Brand New Cherry Flavor (Fernsehserie, 8 Episoden)
- 2022: Chariot
- 2022: Wedding Season (Fernsehserie, 8 Episoden)
- 2023: Der Griff nach den Sternen (A Million Miles Away)
- 2023: Pantheon (Fernsehserie, Sprechrolle, 4 Episoden)